# 佛教大学ホークス
佛教大学ホークス（ぶっきょうだいがくホークス：BUKKYO UNIVERSITY HAWKS）は佛教大学体育会に所属するアメリカンフットボール部のチーム名である。1973年創部、関西学生アメリカンフットボール連盟所属。

## 概要
1973年に佛教大学ホークスとして創部された。京都府京都市右京区嵯峨広沢西裏町にある佛教大学広沢キャンパスの多目的グラウンドにて活動を行うチームである。関西学生アメリカンフットボールリーグではDiv.4に所属。「誰からも愛されるチーム」を目指して活動しており、グラウンド周辺の清掃活動も実施している。

## 沿革
- 1973年 – 創部

## 指導者
- 部長：
- 監督：

## 試合結果

### 2019春シーズン
- 6/2（日）王子スタジアム：佛教大学 35-14 兵庫医科大学
- 6/15（土）EXPO FLASH FIELD：佛教大学 3-7 摂南大学

### 2019秋シーズン
- 9/16（月）太陽が丘球技場：佛教大学 26-24 追手門学院大学
- 9/23（月）EXPO FLASH FIELD：佛教大学 19-27 大阪学院大学
- 10/6（日）EXPO FLASH FIELD：佛教大学 28-15 兵庫医科大学
- 11/9（土）宝ヶ池球技場：佛教大学 42-0 大阪工業大学
- 12/7（土）EXPO FLASH FIELD：佛教大学 19-17 京都教育大学

### 2020春シーズン
- 6/13（土）EXPO FLASH FIELD：佛教大学 - 京都府立大学 (中止)
- 7/4（土）EXPO FLASH FIELD：佛教大学 - 阪南大学 (中止)

### 2020秋シーズン
- 10/31（土）宝ヶ池球技場：佛教大学 13-0 京都府立大学
- 11/23（土）EXPO FLASH FIELD：佛教大学 34-13 大阪電気通信大学
- 12/12（月）王子スタジアム：佛教大学 22-6 流通科学大学

### 2021春シーズン
- 6/19（日）EXPO FLASH FIELD：佛教大学 16-0 関西外国語大学
- 7/10（土）EXPO FLASH FIELD：佛教大学 13-6 関西外国語大学

### 2021秋シーズン
- 10/9（月）王子スタジアム：佛教大学 49-14 流通科学大学
- 11/13（月）EXPO FLASH FIELD：佛教大学 20-0 関西外国語大学
- 11/27（日）EXPO FLASH FIELD：佛教大学 47-7 大阪電気通信大学
- 12/5（土）王子スタジアム：佛教大学 14-20 摂南大学
- 12/25（土）EXPO FLASH FIELD：佛教大学 20-6 滋賀大学